# André Couto
André Couto (Lissabon, 14 december 1976) is een Portugees autocoureur die ook over de Macause nationaliteit beschikt.

## Carrière

### Vroege jaren
Couto begon zijn carrière in het karting in Macau, beïnvloed door de populaire Grand Prix van Macau en door zijn vrienden die deelnamen in lokale kartkampioenschappen. Hij genoot van het succes en begon met deelnemen en winnen op internationaal niveau.
Hij stapte over naar de touringcars in 1995 waar hij deelnam aan de Formule Opel Lotus, waar hij een ronde won op Estoril Circuit. In 1995 debuteerde hij ook in de Formule 3 tijdens de Grand Prix van Macau, waar hij tweede werd na een duel met winnaar Ralf Schumacher.

### Formule 3
Couto nam deel in het Duitse Formule 3-kampioenschap in 1996 voordat hij overstapte naar de Italiaanse Formule 3 in 1997, waar hij als tweede finishte. Hij nam zesmaal deel aan de Grand Prix van Macau Formule 3-race en won deze in 2000.

### Formule 3000
Couto promoveerde naar de Formule 3000 in 1998 en bleef hier in 1999 en 2000. Alhoewel hij in verschillende races punten scoorde, behaalde hij nergens grote resultaten. Zijn beste resultaat was een derde plaats op de Nürburgring in 2000.

### Een overvloed aan series
Nadat hij de F3000 verliet en de Grand Prix van Macau won in 2000, nam Couto deel aan de Formule Nippon in 2001 en nam hi deel aan sommige races van de Super GT. In 2002 stapte hij over naar de Nissan World Series en finishte als zevende. Sinds 2003 neemt hij deel aan de Guia Race als onderdeel van het ETCC en WTCC.

### Huidige activiteiten
Sinds 2005 neemt Couto deel aan de Super GT in de GT500-klasse.
In 2008 reed hij in een Honda Accord voor het team N.Technology in de WTCC-race in Macau.

## Privéleven
Couto heeft een zoon, Afonso, die in november 2009 de diagnose leukemie kreeg vastgesteld. Veel WTCC-collega's hebben stickers op hun auto's geplakt in 2010 om een website te promoten die probeert om een goede beenmergdonor te vinden.